# Vilosnes-Haraumont
Vilosnes-Haraumont és un municipi francès situat al departament del Mosa i a la regió del Gran Est. L'any 2007 tenia 198 habitants.

## Demografia

### Població
El 2007 la població de fet de Vilosnes-Haraumont era de 198 persones. Hi havia 98 famílies, de les quals 35 eren unipersonals (8 homes vivint sols i 27 dones vivint soles), 27 parelles sense fills, 16 parelles amb fills i 20 famílies monoparentals amb fills.
La població ha evolucionat segons el següent gràfic:
Habitants censats

### Habitatges
El 2007 hi havia 141 habitatges, 97 eren l'habitatge principal de la família, 29 eren segones residències i 15 estaven desocupats. 135 eren cases i 3 eren apartaments. Dels 97 habitatges principals, 67 estaven ocupats pels seus propietaris, 26 estaven llogats i ocupats pels llogaters i 3 estaven cedits a títol gratuït; 3 tenien dues cambres, 18 en tenien tres, 25 en tenien quatre i 51 en tenien cinc o més. 77 habitatges disposaven pel capbaix d'una plaça de pàrquing. A 52 habitatges hi havia un automòbil i a 27 n'hi havia dos o més.

### Piràmide de població
La piràmide de població per edats i sexe el 2009 era:
| Homes | Edats   | Dones |
| ----- | ------- | ----- |
| 0     | 95 o +  | 0     |
| 0     | 90 a 94 | 4     |
| 0     | 85 a 89 | 12    |
| 0     | 80 a 84 | 4     |
| 4     | 75 a 79 | 4     |
| 8     | 70 a 74 | 8     |
| 4     | 65 a 69 | 4     |
| 4     | 60 a 64 | 4     |
| 4     | 55 a 59 | 12    |
| 4     | 50 a 54 | 0     |
| 4     | 45 a 49 | 12    |
| 4     | 40 a 44 | 0     |
| 0     | 35 a 39 | 4     |
| 24    | 30 a 34 | 16    |
| 4     | 25 a 29 | 4     |
| 4     | 20 a 24 | 4     |
| 0     | 15 a 19 | 0     |
| 4     | 10 a 14 | 4     |
| 4     | 5 a 9   | 4     |
| 16    | 0 a 4   | 8     |

## Economia
El 2007 la població en edat de treballar era de 124 persones, 91 eren actives i 33 eren inactives. De les 91 persones actives 71 estaven ocupades (44 homes i 27 dones) i 20 estaven aturades (9 homes i 11 dones). De les 33 persones inactives 15 estaven jubilades, 3 estaven estudiant i 15 estaven classificades com a «altres inactius».

### Ingressos
El 2009 a Vilosnes-Haraumont hi havia 99 unitats fiscals que integraven 207 persones, la mediana anual d'ingressos fiscals per persona era de 13.051 €.

### Activitats econòmiques
Dels 3 establiments que hi havia el 2007, 1 era d'una empresa de transport, 1 d'una empresa d'hostatgeria i restauració i 1 d'una empresa immobiliària.
Dels 2 establiments de servei als particulars que hi havia el 2009, 1 era un restaurant i 1 agència immobiliària.
L'any 2000 a Vilosnes-Haraumont hi havia 9 explotacions agrícoles.

## Equipaments sanitaris i escolars
El 2009 hi havia una escola elemental integrada dins d'un grup escolar amb les comunes properes formant una escola dispersa.

## Poblacions més properes
El següent diagrama mostra les poblacions més properes.